# Stalagtia martinae
Espèce
Stalagtia martinae est une espèce d'araignées aranéomorphes de la famille des Dysderidae.

## Distribution
Cette espèce est endémique de la province de Kahramanmaraş en Turquie,. Elle se rencontre vers Göksun.

## Description
Le mâle holotype mesure 6,00 mm et la femelle paratype 5,30 mm.

## Systématique et taxinomie
Cette espèce a été décrite par Coşar, Danışman, Yağmur et Kunt en 2023.

## Étymologie
Cette espèce est nommée en l'honneur de Martina Pavlek.

## Publication originale
- Coşar, Danışman, Yağmur & Kunt, 2023 : « Notes on the genus Stalagtia from Turkey with description of a new species (Araneae, Dysderidae). » Zootaxa, no 5352(2), p. 289-295.